# Platysaurus capensis
Platysaurus capensis är en ödleart som beskrevs av  Smith 1844. Platysaurus capensis ingår i släktet Platysaurus och familjen gördelsvansar. Inga underarter finns listade i Catalogue of Life.